# Az ókori Közel-Kelet kronológiája
Az ókori Közel-Kelet kronológiája az i. e. 3. évezred és az i. e. 2. évezred eseményei és uralkodói datálásának a kerete. Itt meg kell különböztetni a következő időszakokat:
1. Korai bronzkor: a sumer királylista alapján ismert uralkodók és dinasztiák ideje, akik közül néhányat régészeti leletek is megerősítenek, mint a legrégebbi Mebarageszit. Ebben az időszakban egy évszázadosnál nagyobb pontosság nem érhető el.
2. Középső és késői bronzkor: az Akkád Birodalomtól kezdve a kronológia pontosabbá válik, különösen az uralkodók sorrendjét tekintve. Egyidejűségek állapíthatók meg Kánaán és az ókori Egyiptom kronológiájával. Az abszolút időpontok vita tárgyát képezik, Babilon kifosztását a legnépszerűbb középső kronológia i. e. 1595-re, a rövid kronológia i. e. 1531-re teszi.
3. Sötét kor a bronzkor és vaskor határán: ami a kassúk babiloni dinasztiájának bukásával, a tengeri népek támadásaival és a Hettita Birodalom bukásával kezdődik i. e. 1200 körül.
4. Korai vaskor: i. e. 900 körül a történelmi adatok újra szaporodni kezdenek, és az Asszír Újbirodalom felemelkedésével lehetővé válik a biztos időpontok megállapítása. Bizonyos történeti források, mint Ptolemaiosz kánonja, Berosszusz munkái vagy a Biblia kronológiai alátámasztást és egyidejűségeket nyújtanak. Az i. e. 763. június 15-i ninivei napfogyatkozás – Simannu (sziván) hónapban – rögzíti az asszír főtisztviselők hivatali idejét.

## Bronzkori kronológiák
A „sötét kor” forrásainak ritkasága miatt a bronzkor kronológiája a kassúk babiloni dinasztiájának bukásáig egy relatív kronológia. Belsőleg konzisztens, jó relatív időpontokkal rendelkezünk, de biztos abszolút időponttal nem.
A kronológia fő iskoláit egymáshoz képest 56 vagy 64 évvel eltolt idősorok jellemzik, mivel ezek alapvető forrása Ammiszaduka Vénusz-táblája ami a Vénusz láthatóságait tartalmazza a napfelkelte előtt ill. a naplemente után. Voltak próbálkozások más módszerekre, pl. napfogyatkozásokra és egyéb eseményekre alapozott kronológiákra, de ezeket eddig nem fogadta el a tudomány széles köre. A fő kronológiák alternatívái Ammiszaduka uralkodásának 8. évét definiálják, ami azután rögzíti Hammurapi uralkodási idejét is.
Az alábbi táblázat tartalmazza a fő lehetőségeket, amelyek közül a tudományban a középső a legnépszerűbb változat, megelőzve a rövid kronológiát. A hosszú és az ultrarövid kronológia támogatottsága korlátozott.
| Kronológia        | Ammiszaduka 8. éve | Hammurapi uralkodása | Babilon eleste | ± (év) |
| ----------------- | ------------------ | -------------------- | -------------- | ------ |
| Ultrarövid        | i. e. 1542         | i. e. 1696 - 1654    | i. e. 1499     | +96    |
| Rövid v. alacsony | i. e. 1574         | i. e. 1728 - 1686    | i. e. 1531     | +64    |
| Középső           | i. e. 1638         | i. e. 1792 - 1750    | i. e. 1595     | ±0     |
| Hosszú v. magas   | i. e. 1694         | i. e. 1848 - 1806    | i. e. 1651     | -56    |

## Kronológiai források

### Királylisták
- Sumer királylista

Uralkodói nevek listája az „özönvíz” előttől az íszíni dinasztia bukásáig. Sok korai városállamra vonatkozóan ez az egyetlen forrás. Az alapvető problémája, hogy sok korai uralkodóhoz fantasztikusan hosszú uralkodási időt társít. Vannak arra vonatkozó megoldási javaslatok, hogy ez amiatt van, mert a későbbi akkád átírók rosszul írták át a sumer 60-as számrendszerbeli számokat az ő 10-es számrendszerükre.
- Babiloni királylista

Ezt a listát két változatban találták meg, amurrú, tengerföldi és kassú dinasztiákat sorol fel. A hellenisztikus korból ránk maradt egy másik lista is, a az i. e. 1. évezred késői periódusáról.
- Asszír királylista

Több, egymástól eltérő verziója maradt ránk. A múlt ködébe vesző időktől tartalmazza az asszír uralkodókat, az i. e. 14. századtól kezdve hihető adatokkal. A különböző asszír krónikákkal összedolgozva rögzíti az i. e. 1. évezred kronológiáját. Néhányan úgy gondolják, hogy ez a rögzítés közel sem biztos.

### Évlisták
A legtöbb ókori kalendárium az adott uralkodó uralkodási éveit számolja, így egy év megnevezése lehet pl. „Hammurápi uralkodásának 5. éve”. Ezen kívül minden évnek nevet is adtak, – pl. „Ur legyőzésének éve” – ami általában az uralkodó egy tettét örökítette meg.

### Eponümosz (limmu) listák
Asszíriában minden évben választottak egy királyi főtisztviselőt, limmut, akiről az évet elnevezték (görögül: eponümosz, azaz kornévadó), például: Nabú-bél-uszur, Dúr-Sarrukín helytartójának limmujában . Sok ilyen listát találtak sok példányban. A helyzet azért nem egészen egyszerű, az egyes verziók között vannak eltérések, és vannak olyan esetek, amikor a limmuk száma nagyobb vagy kisebb, mint a király uralkodási éveinek száma.

### Krónikák
- Az asszír-babiloni párhuzamos krónika

amit Assur-bán-apli ninivei könyvtárában találtak. Az Asszíria és Babilon között lezajló eseményeket tárgyalja asszír szempontból. Bár hasznos, de fenntartásokkal kell fogadni. Valamikor III. Adad-nirári i. e. 810-es trónra lépése után nem sokkal állíthatták össze a szövegét, mert nincsenek benne későbbi események. 
- P krónika

Ugyanazokat eseményeket tárgyalja, mint az előbbi, csak babiloni szempontból és annál hiányosabb. 
- lagasi királyi krónika

A sumer királylista nem is említi Lagast, pedig a krónika által tárgyalt időben kétségtelenül a térség egyik vezető hatalma volt. Úgy tűnik a lagasi királyi krónika ezt a hiányosságot kívánja pótolni.  Archiválva 2006. december 10-i dátummal a Wayback Machine-ben Egyes szakértők szerint a krónika azonban vagy a sumér királylista paródiája, vagy teljes kitaláció.

### Királyi feliratok
Ahogy a mai politikusok is, a régi közel-keleti királyok is szerettek a korabeli médiában megjelenni. A templomok, falak, szobrok, akármi, amit épített az uralkodó, minden bizonnyal hordozni fog egy feliratot a király nevével. Ugyancsak nem mulasztotta el a király megörökíteni legfontosabb tetteit, megnyert csatáit, elnyert címeit, vagy ha valamivel sikerült lecsendesítenie az isteneket. Ezek nagyon hasznos feliratok, amelyek alapján végigkövethetjük a király uralkodását.

### Kereskedelmi, diplomáciai és kifizetési iratok
Mint általában, a legjobb képet egy civilizációról a mindennapi életről szóló híradások adják. Az ókori Közel-Keleten állandóan körbejártak az ékírásos táblácskák, amelyek szövetséget ajánlottak – beleértve a lányokat is feleségül –, háborúval fenyegettek, vagy kísérődokumentumként szolgáltak útnak indított földi javak számára, vagy számlául. A legtöbbet egyszerűen eldobták használat után, ahogy mi a vásárlási blokkot, de szerencsére ezek nem voltak újrafelhasználhatók, kivéve falak feltöltésére szánt anyagként.
- Amarna-levelek

A klasszikus példa. Egy halom ékírásos levelet találtak Ehnaton fővárosában Ahet-Atonban. A legtöbbjük a kor diplomáciai nyelvén, akkádul íródott. Számos közülük megnevezte a korszak uralkodóit a térségben, köztük Babilon és Asszíria királyait. Feltéve, hogy sikerült a megfelelő királyt azonosítani, ezek a levelek hozzákötik az egyiptomi kronológiát a közel-keletihez, legalábbis az i. e. 2. évezred közepétől.

### Klasszikus források
- Bérósszosz

Bérósszosz babiloni csillagász volt a hellénizmus idején. Megírta Babilon történetét, munkája elveszett, de egyes részei más szerzők műveiben fennmaradtak.
- Ptolemaiosz kánonja vagy Királyok kánonja

Ez a könyv királyok listáját tartalmazza kb. i. e. 750-től kezdve Babilonban egészen a perzsa és római időkön keresztül, csillagászati kontextusban. Az i. e. 1. évezred kronológiájának meghatározása szempontjából hasznos.
- Héber Biblia

A zsidók az ókori Egyiptom, Asszíria és Babilon közötti keresztúton lakva állandó célpontjai voltak a nagyhatalmi akcióknak, különösen az asszír történelem szempontjából hasznos.

### Csillagászati források
- Ammiszaduka Vénusz-táblája

A Vénusz mozgásának jegyzőkönyve Ammiszaduka babiloni király idejéből, amelynek felhasználása néhány egymástól 56 ill. 64 évvel eltérő kronológiához vezetett. Egy nemrégi munka szerint a Vénusz 8 éves ciklusa jobb kiindulási pont, ennek alapján egy „ultrarövid kronológia” állítható fel. 
- Napfogyatkozások, holdfogyatkozások

Egy sor nap-és holdfogyatkozást javasoltak a kronológia számára felhasználásra, de sokuk esetében bizonytalan, hogy a feljegyzés egyáltalán ilyen eseményt rögzített-e. Ha igen, akkor számítógépes modellezés szükséges, hogy hol és mikor látszott egy fogyatkozás. Az egyik nehézség többek között a Föld lassuló forgásának modellezése.
1. Egy fontos fogyatkozás a ninivei napfogyatkozás, amit az asszír limmulistán találtak: Bur-szagal Guzanából, lázadás Assurban. Simannu hónapban napfogyatkozás volt. Erről a napfogyatkozásról úgy gondolják, hogy biztosan i. e. 763. június 15-én volt.
2. Egy másik fontos esemény a kettős hold- és napfogyatkozás a III. uri dinasztia, Sulgi idejéből.

A legtöbb fogyatkozásokat felhasználó számítás feltételezi, hogy Ammiszaduka Vénusz-táblája legitim forrás.

### Dendrokronológia
A dendrokronológia annak kronológiai felhasználására törekszik, hogy a fák évgyűrűi az egyes években eltérő vastagságúak, az időjárás különbözősége miatt. Jelenleg nincs folyamatos kronológia a Közel-Kelet számára. Sikerült relatív kronológiát felállítani Anatólia számára a bronzkorban és a vaskorban. Amíg nem sikerül folytonos mintát felépíteni, addig a módszer a Közel-Kelet számára korlátozott.

### Szénizotópos kormeghatározás
Egyiptomban és a keleti Mediterrániumban is a szénizotópos kormeghatározás egy-két évszázaddal korábbi időpontokra mutat, mint a régészeti. Egyáltalán nem lehet tudni, melyik csoportnak van igaza, ha egyáltalán igaza van. Mindkét verziót igen logikus érvek támasztják alá. A gyorsítóra alapozott szénizotópos kormeghatározás technikájának terjedése talán megoldja a problémát. Egy másik ígéretes lehetőség az építményekből származó mészvakolat kormeghatározása.

### Szinkronizmusok

#### Egyiptom
Legalább III. Thotmesz idejétől Egyiptom élénk érdeklődést mutatott a Közel-Kelet iránt. Egyes időszakokban elfoglalták a terület egy részét, amit azután visszakaptak az Asszír Birodalomtól. Néhány kulcsfontosságú szinkronizmus:
- A kádesi csata II. Ramszesz fáraó (uralkodása 5. évében) és II. Muvatallisz hettita király között. Az egyiptomi és hettita krónikák is megemlékeznek róla.
- Békeszerződés II. Ramszesz (uralkodás 21. évében) és III. Hattuszilisz hettita király között. Az egyiptomi és hettita krónikák is megemlékeznek róla.
- III. Amenhotep feleségül veszi a hurri II. Suttarna lányát. A fáraó üzenetet küldött I. Kadasman-Enlil és II. Burnaburias babiloni királyoknak, valamint Tusratta mitanni királynak is.
- IV. Amenhotep üzenetet váltott II. Burnaburias babiloni és I. Assur-uballit asszír királlyal.
- Ehnaton - apja, III. Amenhotep úgyszintén - feleségül vette Tusratta mitanni király lányát.

#### Théra
A Théra kitörése az i. e. 2. évezred közepén fontos abszolút időpont lehetne, sajnos a régészek i. e. 1450, a radiokarbon kormeghatározók pedig i. e. 1625 körüli időpontot támogatnak. A világ több részéről találtak olyan bizonyítékokat, hogy ez utóbbi időszakban egy világméretű klímazavar következett be. Svédországi dendrokronológiai vizsgálatok kimutatták, hogy az ottani tölgyfák i. e. 1628-ban nagyon lassan növekedtek. 

## Fordítás
- Ez a szócikk részben vagy egészben  a   Chronology of the ancient Near East című angol Wikipédia-szócikk fordításán alapul.  Az eredeti cikk szerkesztőit annak laptörténete sorolja fel. Ez a jelzés csupán a megfogalmazás eredetét és a szerzői jogokat jelzi, nem szolgál a cikkben szereplő információk forrásmegjelöléseként.